# Aprusia
Aprusia là một chi nhện trong họ Oonopidae.